# 松浦検校
松浦検校（まつうら けんぎょう、生年不詳 - 文政5年11月21日（1823年1月2日））は、19世紀前半に京都で活躍した盲人音楽家（地歌三味線および箏曲演奏家、作曲家）。

## 生涯
生年は不詳。1798年（寛政10年）に検校となる。都名（いちな : 当道座に所属する盲人が名乗る名前）は久保一。
文化年間を中心に地歌三味線、箏の演奏家、作曲家として活躍した。ことに、大阪の峰崎勾当や三つ橋勾当が完成させた地歌の楽曲形式、様式である「手事物」を京都風に洗練させ、「京流手事物」のスタイルを確立、多くの曲を残した。
作風は大阪ものの雰囲気や手事の構成を残しつつ、京風な優雅さ、感覚的な洗練が加えられている。『深夜の月』『末の契』などでは情緒豊かな旋律の美しさで知られ、『若菜』『玉の台』では歌の節が追求され、また『四季の眺』『宇治巡り』『四つの民』などでは通常の転調だけでなくさまざまな転調が試みられているのも特徴である。これらの作品には、浦崎検校やその弟子の八重崎検校が箏の手付をしており、現代でも演奏されることが多い。
松浦は箏においては生田流系の藤池流を伝承しており、歌本の校閲をしたり、箏組歌『十八公』の作曲もしている。太田氏という大地主の家系（住友家の家系とも）であったために大変裕福であった。聴覚に優れ、ある邸に招かれて演奏したおり、準備が整ったもののいっこうに弾き始めようとしないので問うたところ、「後ろの三味線箱が片付けられていないので音の響きが悪いから」と答えたという。
松浦の完成した「京流手事物」は、後輩にあたる石川勾当や菊岡検校、光崎検校らに受け継がれ更に発展してゆく。
文政5年11月21日（1823年1月2日）没。

## 主な作品

### 地歌曲

#### 手事物
- 『宇治巡り』
- 『深夜の月』
- 『四季の眺』
- 『四つの民』
  - 以上を「松浦の四つ物（四大名曲）」と呼ぶ。
- 『若菜』
- 『里の暁』
- 『玉の台（うてな）』
- 『末の契』
- 『新松尽し』（異説あり）
- 『鳥追』
- 『新浮舟』
- 『三つ恋慕』

#### 長歌もの
- 『六歌仙』

#### 端歌もの
- 『菊』
- 『高雄山』
- 『水の音』

### 箏曲

#### 組歌
- 『十八公』